# 北海道道1057号稀府停车场线
北海道道1057号稀府停车场线（日语：北海道道1057号稀府停車場線）是一条位于北海道伊達市的普通道级道路（北海道道）。

## 道路概况
- 起点：北海道伊達市南稀府町（JR北海道 稀府站）
- 終点：北海道伊達市南稀府町
- 总距离：0.5千米

## 经过的自治体
- 胆振综合振兴局
  - 伊達市

## 主要连接道路
- 国道37号（终点）

## 历史
- 1985年（昭和60年）3月30日 - 路線勘定（北海道告示第490号）